# Église du Sacré-Cœur d'Audincourt
Pour les articles homonymes, voir Église du Sacré-Cœur et Sacré-Cœur (homonymie).
L'église du Sacré-Cœur, construite après la Seconde Guerre mondiale à Audincourt, dans le département du Doubs, dotée d'une architecture moderne, est un exemple de l'art sacré du XXe siècle.

## Histoire
La paroisse du Sacré-Cœur à Audincourt a été créée en 1946, dans un quartier ouvrier, dont le développement a suivi l'essor de l'industrie automobile. Le curé de la nouvelle paroisse, l'abbé Louis Prenel a été à l'origine de la construction de la nouvelle église. Il en demanda les plans à Maurice Novarina, auteur notamment de l'église du plateau d'Assy.
Les travaux financés par des quêtes, des dons, des emprunts et en partie réalisés par les paroissiens, ont duré de 1949 à 1951.
L'église fait l’objet d’un classement au titre des monuments historiques depuis le 30 avril 1996.

## Architecture
Mariant le béton armé et la pierre appareillée, l'édifice est composé d'une nef rectangulaire orientée nord-sud, terminée au nord par une abside semi-circulaire au-dessus d'une crypte. L'ensemble est flanqué hors œuvre d'un baptistère à l'ouest, d'un haut clocher à l'est, et prolongé au nord par une sacristie. Le baptistère et le clocher décalés de la nef rappellent l'architecture byzantine, le portique de l'entrée de la nef et la forme de la toiture suggèrent celle des temples antiques.

## Décorations
Par l'intermédiaire du père dominicain Marie-Alain Couturier, l'abbé Prenel a fait appel pour les décors à des artistes de renom. Au sud, à l'entrée figure une mosaïque abstraite aux couleurs chatoyantes qui décore la façade principale, œuvre de Jean Bazaine, qui a créé aussi le vitrail du baptistère, réalisé par Jean Barillet. Ce maître verrier a également produit l'ensemble des dix-sept vitraux en dalles de verre de la nef et du chœur ayant pour thème la Passion, conçus par Fernand Léger, qui est également l'auteur des cartons de la tapisserie située derrière le maître-autel. Les vitraux de la crypte, le pavement et une mosaïque murale sont l'œuvre de Jean Le Moal.
Ce lieu de culte d'après guerre symbolise les attentes des chrétiens et artistes entre architecture minimaliste, utopie pacifiste et art sacré. Chaque style de vitrail exprime l'originalité des artistes, tout en étant conçu pour conférer à l'édifice volume et sérénité. Le baptistère reflète parfaitement ces considérations avec le vitrail de Jean Bazaine, et la cuve baptismale simplement sculptée dans un bloc de pierre.